# Machanaikanahalli, Belur
Machanaikanahalli là một làng thuộc tehsil Belur, huyện Hassan, bang Karnataka, Ấn Độ.